# Mahya Dağı
El Mahya Dağı (en búlgaro: Махиада o Mahiada) es una montaña en Turquía. Es el pico más alto del macizo de Istranca (montes Yıldız) y también de la parte europea de Turquía, llegando hasta los 1.031 m s. n. m.